# درهم‌گرا و سواگرا
درهم‌گرا و سواگرا یا درهم‌گر و سواگر (به انگلیسی: Lumpers and splitters)؛ دو جناح متضاد در هر رشته‌ای هستند که باید نمونه‌های فردی را در دسته‌های کاملاً تعریف‌شده قرار دهند. مشکل درهمگرا-سواگرا (lumper-splitter) زمانی رخ می‌دهد که میل به ایجاد طبقه‌بندی و اختصاص نمونه‌هایی برای آنها وجود دارد، به عنوان مثال مکتب‌های ادبیات، گونه‌های زیست‌شناختی و غیره. «درهمگرا» شخصی است که مثال‌ها را به‌طور گسترده‌تر و کلی‌تر اختصاص می‌دهد و قضاوت می‌کند که تفاوت‌ها به اندازه شباهت‌های آنها مهم نیستند. «سواگر» کسی است که تعریف‌های دقیق‌تری ارائه می‌کند و دسته‌های جدیدی را برای طبقه‌بندی نمونه‌هایی ایجاد می‌کند که از جنبه‌های کلیدی متفاوت هستند.

## کاربرد در شاخه‌های مختلف
- زیست‌شناسی
- تاریخ
- مدل‌سازی نرم‌افزار
- طبقه‌بندی زبان
- مطالعات دینی
- فلسفه
- روان‌پزشکی
- علوم اعصاب
- هوش مصنوعی و زبان‌شناسی